# Albugo candida
Albugo candida és una espècie d'oomicet dins la família Albuginaceae; com altres oomicets és un fitopatogen. Com tots els oomicets no és pròpiament un fong, encara que de vegades es considera com si ho fos.
Sinònims:
- Albugo candidans
- Aecidium candidum Pers., (1797)
- Albugo cruciferarum (DC.) Gray, (1821)
- Cystopus candidans
- Cystopus candidus (Pers.) Lév., (1847)
- Uredo candida (Pers.) Fr., (1832)
- Uredo candida Rabenh.
- Uredo cruciferarum DC.

Hostes:
- Plantes brassicàcies com per exemple, la colza.